# إل جي أوبتيموس 2X
إل جي أوبتيموس 2X (بالإنجليزية: LG Optimus 2X) هو هاتف ذكي من مجموعة إل جي يعمل بنظام أندرويد، تم طرحه في الأسواق في فبراير 2011.

## الخصائص
- نظام التشغيل: أندرويد
- الكاميرا الأمامية: 1.3 ميجابكسل
- الكاميرا الخلفية: 8.0 ميجابكسل
- الشاشة: إل سي دي
- الوزن: 128 غ (4.5 أونصة)
- الذاكرة: 512 ميجابايت
- التخزين: 8 جيجابايت